# Hans-Gerd Schütt
Hans-Gerd Schütt (* 12. Juni 1958 in Schleiden) ist katholischer Priester sowie Sport- und Olympiapfarrer.

## Abitur und Studium
1977 bestand Schütt das Abitur am Städtischen Gymnasium in Schleiden. Anschließend absolvierte er den Grundwehrdienst. 1978 bis 1986 studierte er Katholische Theologie und Biologie an der Rheinischen Friedrich-Wilhelms-Universität in Bonn. Vor seinem Werdegang als Kaplan und Priester war Schütt als Schul- und Linienbusfahrer tätig. Seit 1981 ist er Mitglied der katholischen Studentenverbindung KDStV Ripuaria Bonn.

## Werdegang als Kaplan und Pfarrer
1986 bis 1987 war Schütt Seminarist im Priesterseminar Aachen, am 19. September 1987 wurde er durch Bischof Klaus Hemmerle im Dom zu Aachen zum Priester geweiht. 1987 bis 1992 war er Kaplan in den Kirchen St. Laurentius und St. Michael in Mönchengladbach-Odenkirchen. 1992 bis 1995 war er Schulseelsorger an der Bischöflichen Maria-Montessori-Gesamtschule in Krefeld und Subsidiar in der Pfarrgemeinde St. Cyriakus in Krefeld-Hüls. 1995 bis 2002 war er Pfarrer in den Kirchen St. Clemens in Viersen-Süchteln und St. Franziskus in Süchteln-Vorst. Seitdem ist er wieder Subsidiar in der Pfarrgemeinde St. Cyriakus in Krefeld-Hüls. Dort gilt er gemeinhin als romantischer Prediger.

## Sportliches Engagement
Seit 1990 ist Schütt Mitglied im DJK-Diözesanbeirat im Diözesanverband Aachen. Von 1992 bis 1996 war er stellvertretender Bundesbeirat des DJK-Sportverbandes. Seit 1996 ist er Mitglied im Bundesbeirat des DJK-Sportverbandes. Seit November 1999 ist er stellvertretender Vorsitzender der Vollversammlung des Arbeitskreises „Kirche und Sport“ der katholischen Kirche Deutschlands. Im Mai 2000 wurde er Mitglied der Kontaktkommission „Kirche und Sport“. Am 1. Januar 2003 wurde er zum Sportbeauftragten der Deutschen Bischofskonferenz ernannt. Als Olympiapfarrer lobte Schütt in einem längeren Gespräch mit dem Bundespräsidenten Horst Köhler dessen Mitarbeit an den Paralympics und zeigte weiterführendes Interesse. Schütt reiste 2004 in Athen, 2006 in Turin, 2008 in Peking, 2010 in Vancouver und 2012 in London mit der deutschen Sportmannschaft bei den Olympischen Spielen als Pfarrer und Seelsorger mit. Am 1. März 2013 wurde Pfarrer Thomas Nonte zu seinem Nachfolger ernannt. Nonte folgte Schütt, der nach 17 Jahren Amtszeit pastorale Aufgaben in seinem Heimatbistum Aachen übernimmt, am 1. Oktober 2013 auch als geistlicher Bundesbeirat im DJK-Sportverband.